# Leskovac (Knić)
Leskovac (em cirílico: Лесковац) é uma vila da Sérvia localizada no município de Knić, pertencente ao distrito de Šumadija, na região de Šumadija e Gruža. A sua população era de 2011 habitantes segundo o censo de .

## Demografia
| 1948 | 1953 | 1961 | 1971 | 1981 | 1991 | 2002 | 2011 |
| ---- | ---- | ---- | ---- | ---- | ---- | ---- | ---- |
| 637  | 622  | 561  | 502  | 420  | 342  | 294  | 255  |